# Siar Saadat
 (avril 2024).
Siar Saadat est un footballeur international afghan né le 21 août 2003 à Québec au Canada. Il évolue au poste de défenseur pour le club de l'AS Blainville.

## Carrière

### En équipe nationale
Saadat est sélectionné lors de matchs pour la qualification pour la Coupe du monde et fait ses débuts avec l'Afghanistan le 26 mars 2024 lors du 4e match de poule des qualifications contre l'Inde en entrant à la 77e minute à la place de Habibullah Askar.